# Entradas
Entradas es una freguesia del municipio de Castro Verde, Portugal. Según el censo de 2021, tiene una población de 593 habitantes.
El pueblo recibió carta foral del rey Manuel I de Portugal en 1512 y fue sede de un municipio independiente desde entonces hasta que fue absorbido por Castro Verde en 1836.